# Rypvattnet
Rypvattnet är en sjö i Bjurholms kommun i Ångermanland och ingår i Hörnåns huvudavrinningsområde. Sjön har en area på 0,221 kvadratkilometer och ligger 163,1 meter över havet.

## Delavrinningsområde
Rypvattnet ingår i det delavrinningsområde (709625-167609) som SMHI kallar för Mynnar i Hörnån. Medelhöjden är 185 meter över havet och ytan är 18,63 kvadratkilometer. Räknas de 9 avrinningsområdena uppströms in blir den ackumulerade arean 70,02 kvadratkilometer. Armsjöbäcken som avvattnar avrinningsområdet har biflödesordning 2, vilket innebär att vattnet flödar genom totalt 2 vattendrag innan det når havet efter 54 kilometer. Avrinningsområdet består mestadels av skog (76 procent) och sankmarker (14 procent). Avrinningsområdet har 0,22 kvadratkilometer vattenytor vilket ger det en sjöprocent på 1,2 procent.